# Interaktywne Centrum Fajansu - Skarbiec Fajansu

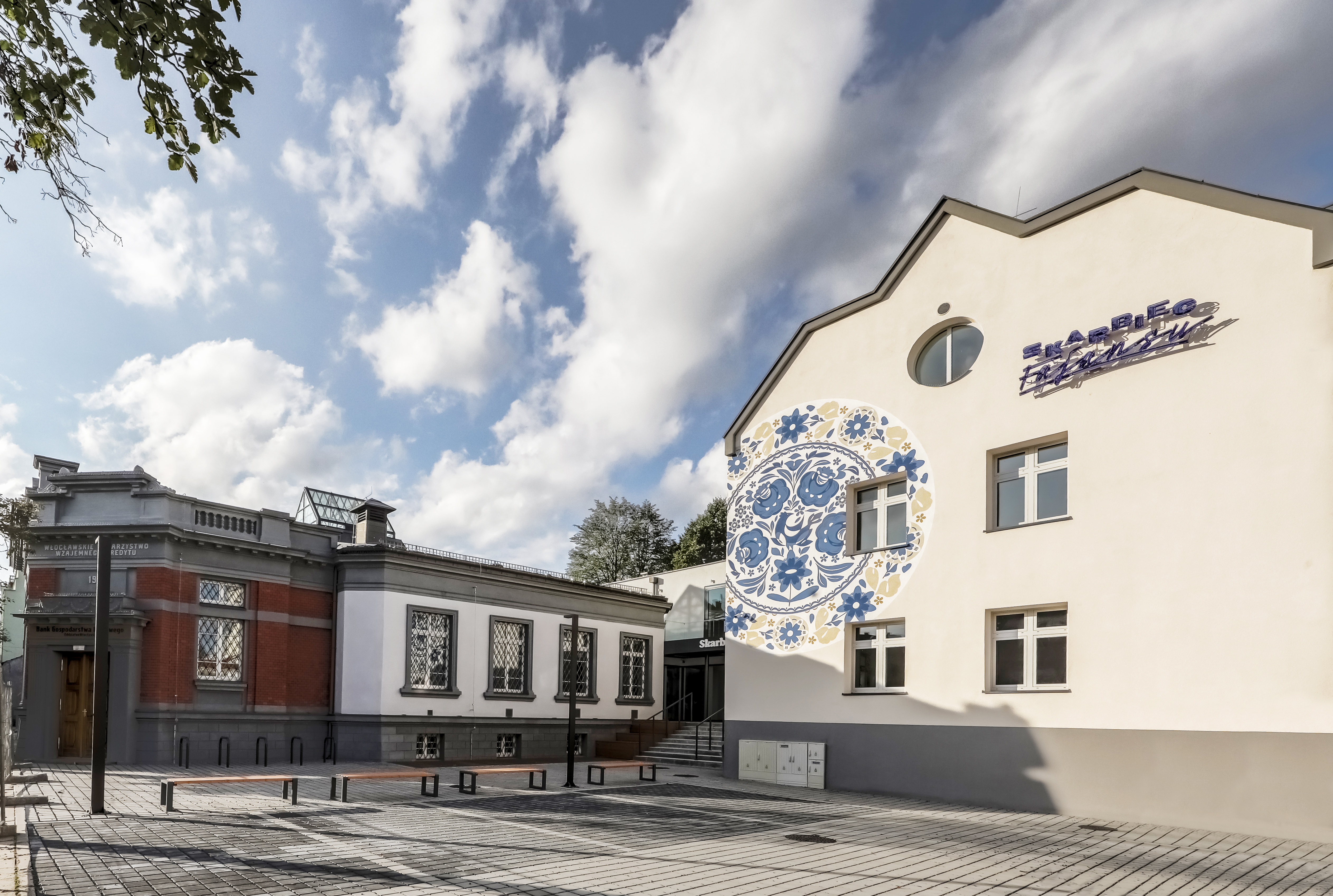
Interaktywne Centrum Fajansu - Skarbiec Fajansu

Interaktywne Centrum Fajansu – Skarbiec Fajansu – interaktywne centrum nawiązujące do 150-letniej historii wyrobów fajansowych, będące filią Centrum Kultury „Browar B.” we Włocławku.

## Lokalizacja
Skarbiec Fajansu mieści się w budynku dawnego Banku Gdańskiego, u zbiegu ulic Żabiej i Królewieckiej we Włocławku, w dzielnicy Śródmieście.

## Historia
Zabytkowy budynek dawnego Włocławskiego Towarzystwa Wzajemnego Kredytu został wzniesiony w 1911 roku. W lutym 1928 budynek stał się siedzibą Banku Gospodarstwa Krajowego, a w latach późniejszych Banku Gdańskiego. Jego wnętrze zostało przebudowane w 1993 roku. Drugi budynek dobudowano w latach 90. XX wieku. 22 listopada 2019 roku obiekt stał się własnością Gminy Miasto Włocławek.
Zabytkowa część budynku, od strony ul. Żabiej, posiada bogaty wystrój elewacji frontowej, tj. gzymsy pośrednie, gzyms koronujący, kolumnadę i pilastry w stylu jońskim. Nad kolumnami znajduje się fryz z groteską, ornament wici roślinnej, nad oknami płaskorzeźba z motywem symetrycznym i twarzy ludzkiej, a wejście główne do dawnego budynku Banku Gospodarstwa Krajowego podkreślone jest rozbudowanym detalem portalu z pilastrami i gzymsem. Bogate detale architektoniczne, w tym dekoracyjny sufit, mosiężny plafon oświetleniowy oraz ozdobne balustrady, występują również we wnętrzu zabytkowej części obiektu.
W ramach Gminnego Programu Rewitalizacji Włocławka w roku 2023 zakończono prace związane z kompleksową przebudową i remontem obydwu budynków. Projekt był współfinansowany ze środków Regionalnego Programu Operacyjnego Województwa Kujawsko-Pomorskiego na lata 2014-2020. Prace rewitalizacyjne przeprowadzono ze szczególnym uwzględnieniem zabytkowych walorów zabudowy, które zostały odpowiednio wkomponowane i wyeksponowane w odnowione elementy.
Oficjalne otwarcie ICF-Skarbca Fajansu nastąpiło 29 września 2023 r.

## Ekspozycja

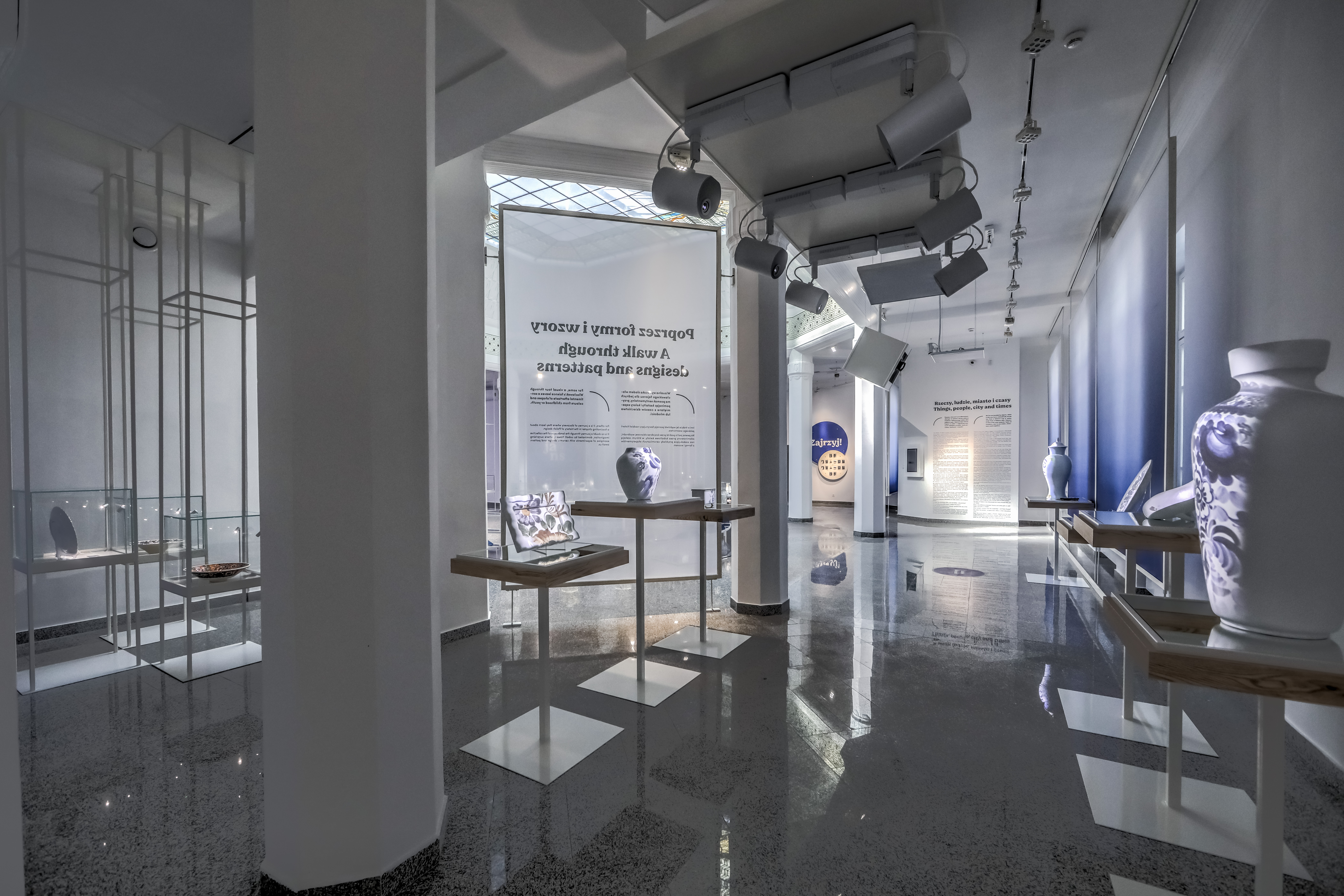
Ekspozycja Skarbca Fajansu

Interaktywne Centrum Fajansu – Skarbiec Fajansu przenosi odbiorcę do multimedialnego świata włocławskiej ceramiki. Sercem Skarbca Fajansu jest amfiteatr, w którym znajduje się wystawa stała, prezentująca unikatowe dzieła fajansowe. Interaktywne przestrzenie edukacyjno-wystawiennicze, podzielone na ścieżki, dostosowane do wieku zwiedzających, umożliwiają odkrywanie nowych kart historii, związanej z kultowymi dziś dziełami sztuki ceramicznej.
Skarbiec Fajansu to również nowoczesna przestrzeń do działań twórczych, w której funkcjonują stałe sekcje plastyczne oraz warsztaty dedykowane osobom w każdym wieku. W ofercie znajdują się m.in. warsztaty formowania naczyń z gliny, malowania kwiatów fajansowych oraz druku 3D.